# کالوم پترسون
کالوم پترسون (انگلیسی: Callum Paterson؛ زادهٔ ۱۳ اکتبر ۱۹۹۴) بازیکن فوتبال اهل بریتانیا است.
از باشگاه‌هایی که در آن بازی کرده است می‌توان به باشگاه فوتبال هارت آف میدلوتیان اشاره کرد.
وی همچنین در تیم‌ ملی فوتبال اسکاتلند بازی کرده است.